# Matrix (Film)
Matrix (englischer Originaltitel: The Matrix) ist ein Science-Fiction-Film aus dem Jahr 1999. Regie und Drehbuch stammen von den Geschwistern Lana und Lily Wachowski, bekannt auch als Wachowskis oder damals The Wachowski Brothers. Die Hauptrollen spielten Keanu Reeves, Laurence Fishburne, Carrie-Anne Moss und Hugo Weaving. Im Mai 2003 folgte die Fortsetzung mit Matrix Reloaded, im November 2003 der dritte Teil Matrix Revolutions und im Dezember 2021 Teil 4 mit Matrix Resurrections.

## Handlung

Die anfängliche Nachricht an Neo

Der Film beginnt damit, dass Polizisten versuchen, eine junge Frau festzunehmen. Sie kann jedoch durch scheinbar übernatürliche Kräfte – extrem schnelle Kampfbewegungen – entkommen. Auf ihrer Flucht wird sie von mit der Polizei zusammenarbeitenden „Agenten“ in schwarzen Anzügen verfolgt, die ähnliche Fähigkeiten wie sie haben. Die Frau flüchtet in eine Telefonzelle, die einen Moment später von einem Agenten mit einem Lkw gerammt wird. Sie ist jedoch nicht in den Trümmern zu finden.
Der junge Hacker Thomas Anderson, der sich Neo nennt, erhält eine geheimnisvolle Botschaft auf seinem Computer, wonach er „dem weißen Kaninchen folgen“ soll. Als er kurz darauf sieht, dass eine Freundin eines Bekannten ein Kaninchen auf die Schulter tätowiert hat, folgt er den beiden in eine Diskothek.
Dort trifft Neo auf die Frau aus dem Vorspann, die sich als die polizeilich gesuchte Hackerin Trinity zu erkennen gibt. Sie warnt ihn vor einer bevorstehenden Gefahr. Am nächsten Morgen tauchen die Agenten an Neos Arbeitsplatz auf und suchen nach ihm. Morpheus ruft ihn an und weist ihm einen Fluchtweg über die Außenseite des Bürohochhauses. Der Weg ist Neo aber zu gefährlich; er kehrt um und wird verhaftet. Ein Agent, Mr. Smith, verhört Neo und wirft ihm zahlreiche Cyberverbrechen vor. Neo erhält ein Amnestieangebot, sofern er den Agenten Morpheus ausliefere, der ein gefährlicher Terrorist sei. Als Neo sich weigert, wird ihm in einer surrealen Szene ein spinnenförmiges Abhörgerät auf den Bauch gesetzt, welches zielsicher durch den Bauchnabel in seinen Körper kriecht. Im nächsten Moment wacht er zu Hause wie aus einem Albtraum auf.
Neo trifft sich erneut mit Trinity, die sich als Verbündete von Morpheus zu erkennen gibt. Auf der Fahrt zu Morpheus entfernt sie das spinnenförmige Gerät aus Neos Körper, das sich als eine Art Abhörwanze herausstellt. Morpheus erklärt Neo, dass die Welt, in der er zu leben glaubt, lediglich eine Simulation ist und er nur ein gefangener Sklave in dieser computergenerierten Traumwelt, der Matrix, sei. Er bietet ihm die Befreiung daraus an und stellt ihn vor die Wahl, durch Einnahme einer blauen Pille wieder in sein bisheriges Leben zurückzukehren oder durch Einnahme einer roten Pille die Wahrheit über die Matrix zu erfahren. Neo entscheidet sich für die rote Pille und erwacht nach einer kurzen Prozedur in der Realität: Sein echter Körper befindet sich in einer von unzähligen, mit Flüssigkeit gefüllten Kapseln, die alle jeweils einen ruhig gestellten Menschen beinhalten, wobei unzählige Schläuche und Kabel den Körper mit dem System verbinden. Er wird aus der Kapsel gespült und anschließend von einem Hovercraft-Schiff gerettet, das von Morpheus befehligt wird. Neos Körper ist stark geschwächt, da er ihn in der Kapsel seit seiner Geburt nicht benutzt hat.
Nach einiger Zeit erzählt ihm Morpheus den Hintergrund der aktuellen Lage: Die Menschheit verlor vor langer Zeit, vermutlich zu Beginn des 21. Jahrhunderts, einen Krieg gegen von ihr selbst durch mit künstliche Intelligenz erschaffene Maschinen. Die Menschen verdunkelten den Himmel, um die Maschinen an der Sonnenenergiegewinnung zu hindern. Die Maschinen reagierten jedoch, indem sie menschliche Körper zur Energiegewinnung nutzten, und entwickelten die Computersimulation der Matrix, um die Menschen unter Kontrolle zu halten. Dabei sind die Menschen von Anfang an Sklaven, die bereits als Babys in Behältern heranwachsen. Sie werden durch einen Schlauch beatmet und intravenös ernährt, wobei aufgelöste Leichen der Verstorbenen Teil der Nährlösung sind. Außerhalb dieses Systems leben nur noch wenige Menschen in der Realität, wo sie weiter Widerstand leisten. Die Agenten in der Matrix sind als Menschen getarnte Schutzprogramme, die menschliche Rebellen wie Morpheus und Trinity verfolgen. Die Agenten versuchen das Hauptquartier des Widerstandes zu finden und Rebellen zu töten, wenn diese sich durch Telefonleitungen in die Matrix hacken. Der Aufenthalt in der Matrix ist lebensgefährlich, da man, sofern man dort getötet wird oder zu sterben glaubt, auch in Wirklichkeit stirbt. Morpheus ist davon überzeugt, dass Neo der lang erwartete „Auserwählte“ ist, der nach einer Prophezeiung des mysteriösen Orakels die Matrix bezwingen wird.
Neo wird an Bord des Schiffes, der Nebuchadnezzar, für den Kampf in der virtuellen Realität der Matrix ausgebildet. Dazu werden ihm mithilfe von virtuellen Trainingseinheiten verschiedene Fähigkeiten und Kampfkünste beigebracht. Morpheus lehrt ihn, dass in der Scheinwelt der Matrix physikalische Gesetze durch reine Willenskraft gebeugt oder sogar gebrochen werden können. Morpheus und seine Mannschaft begeben sich zusammen mit Neo in die Matrix, um diesen zum Orakel zu bringen. Dort wird ihm gesagt, dass er nicht der Auserwählte sei, sich Morpheus aber eines Tages aufgrund seiner Überzeugung für ihn opfern werde.
Auf dem Rückweg vom Orakel wird Morpheus durch den Verrat eines seiner Crewmitglieder, Cypher, von Agent Smith in der Matrix gefangen genommen und drei Mitglieder der Crew werden vom Verräter getötet, bevor dieser selbst den Tod findet. Während die Agenten Morpheus foltern, um in den Besitz des geheimen Zugangscodes für die letzte freie Stadt der Menschheit, Zion, zu gelangen, begeben sich Neo und Trinity erneut in die Matrix, um Morpheus zu befreien.
Morpheus und Trinity entkommen aus der Matrix, aber Neo wird durch Agent Smith an der Flucht gehindert. Inzwischen greifen vielarmige Roboter, sogenannte Wächter, die Nebuchadnezzar an und beginnen sich durch ihre Außenhülle zu bohren. Sie durch die Aktivierung des EMP zu töten würde auch Neos Tod bedeuten, da sein Geist noch mit der Matrix verbunden ist. Deshalb hoffen die Crewmitglieder ungeduldig, dass Neo es zurückschafft, während die Roboter immer weiter in das Schiff vordringen. Nach einer Verfolgungsjagd und einem harten Kampf wird Neo in der Matrix von Agent Smith erschossen. Trinity ist wegen einer Prophezeiung des Orakels jedoch davon überzeugt, dass Neo lebt, da ihr offenbart wurde, sie werde sich in den Auserwählten verlieben. Sie gibt Neos Körper an Bord der Nebuchadnezzar einen Kuss, woraufhin dieser wieder lebendig wird und über neue Fähigkeiten verfügt. Er kann den Code der Matrix nun sehen und nach Belieben manipulieren, wodurch es ihm etwa möglich ist, mit einer einfachen Handbewegung Pistolenkugeln aufzuhalten. Nach einem kurzen Kampf, in dem Neo Agent Smith mit Leichtigkeit bezwingt, dringt er in dessen Körper ein und lässt ihn von innen in unzählige Stücke zerspringen. Daraufhin kehrt er gerade noch rechtzeitig in die Realität zurück, sodass der EMP endlich betätigt werden kann und die Wächter zerstört.
Am Ende des Films befindet sich Neo in der Matrix und erklärt, die in der Matrix gefangenen Menschen befreien zu wollen, bevor er sich nach Art von Superman in die Lüfte erhebt.

## Spezialeffekte
Der Film erregte Aufsehen durch aufwendig gestaltete Kampfszenen im Stil von Kung-Fu-Filmen, die in Verbindung mit digitalen Effekttechniken auf innovative Weise präsentiert wurden.
Der durch den Film bekannt gewordene Bullet-Time-Effekt – ein spezielles Verfahren der Zeitlupenfotografie – wurde in Matrix durch 122 Spiegelreflex- und 2 Filmkameras realisiert. Die Kameras wurden rund um eine Szene auf Schienen geschraubt und synchronisiert zeitversetzt ausgelöst. So kann diese Szene verlangsamt, gestoppt oder rückwärts abgespielt werden, während eine Kamerafahrt in dieser scheinbar zeitverlangsamten Welt möglich ist.
Das Motion-Capture-Verfahren wurde ebenfalls in Matrix verwendet. Hierbei werden menschliche Bewegungen durch Sensorenchips erfasst, vom Computer gespeichert und dann auf künstlich erstellte Mensch-Modelle im Computer übertragen, die dann digital in das konventionell aufgenommene Filmmaterial positioniert werden.
Für in der Matrix spielende Szenen wurde ein grüner, für in der Realität spielende Szenen ein blauer Farbfilter eingesetzt, der die jeweiligen Szenen entsprechend leicht einfärbt.

## Synchronisation
Die deutsche Synchronisation entstand nach einem Dialogbuch von Alexander Löwe und unter der Dialogregie von Clemens Frohmann im Auftrag von R.C. Production.
| Rolle                    | Schauspieler       | Deutscher Sprecher  |
| ------------------------ | ------------------ | ------------------- |
| Thomas A. „Neo“ Anderson | Keanu Reeves       | Benjamin Völz       |
| Morpheus                 | Laurence Fishburne | Tom Vogt            |
| Trinity                  | Carrie-Anne Moss   | Martina Treger      |
| Agent Smith              | Hugo Weaving       | Hans-Jürgen Wolf    |
| Cypher/Mr. Reagan        | Joe Pantoliano     | Ilja Richter        |
| Tank                     | Marcus Chong       | Dietmar Wunder      |
| Apoc                     | Julian Arahanga    | Daniel White        |
| Mouse                    | Matt Doran         | Asad Schwarz        |
| Switch                   | Belinda McClory    | Anja Godenschweger  |
| Dozer                    | Ray Anthony Parker | Bernd Schramm       |
| Agent Brown              | Paul Goddard       | Erich Räuker        |
| Agent Jones              | Robert Taylor      | Uwe Jellinek        |
| Orakel                   | Gloria Foster      | Hannelore Fabry     |
| Rhineheart               | David Aston        | Till Hagen          |
| Choi                     | Marc Gray          | David Nathan        |
| Junge mit Löffel         | Rowan Witt         | Benjamin Meierhofer |

## Produktion
Die Dreharbeiten fanden vom 14. März bis 1. September 1998 in Sydney statt. Dabei wurden auch bereits vorhandene Kulissen aus dem Film Dark City von 1998 verwendet, dessen Handlung gewisse Ähnlichkeiten zu Matrix aufweist. So sind beispielsweise die Hausdächer, über die Trinity zu Beginn läuft, dieselben, über die John Murdoch in Dark City läuft. Ursprünglich war Will Smith für die Rolle des Neo vorgesehen. Smith sagte aber ab, weil er von dem Filmkonzept anfangs nicht überzeugt war und sich die Rolle selbst nicht zutraute. In einem Interview von 2004 bekannte er, froh darüber zu sein, da er das Konzept des Films erst später verstanden und Keanu Reeves seine Sache im Film sehr gut gemacht habe.
Die Produktionskosten wurden auf rund 63 Millionen US-Dollar geschätzt. Kinostart in den Vereinigten Staaten war am 31. März 1999 und in Deutschland am 17. Juni 1999. Der Film spielte in den Kinos weltweit rund 467 Millionen US-Dollar ein, davon rund 172 Millionen in den Vereinigten Staaten.
Im deutschen Free-TV war der Film erstmals am 18. April 2003 bei RTL zu sehen.

## Einflüsse und Gestaltungsmerkmale

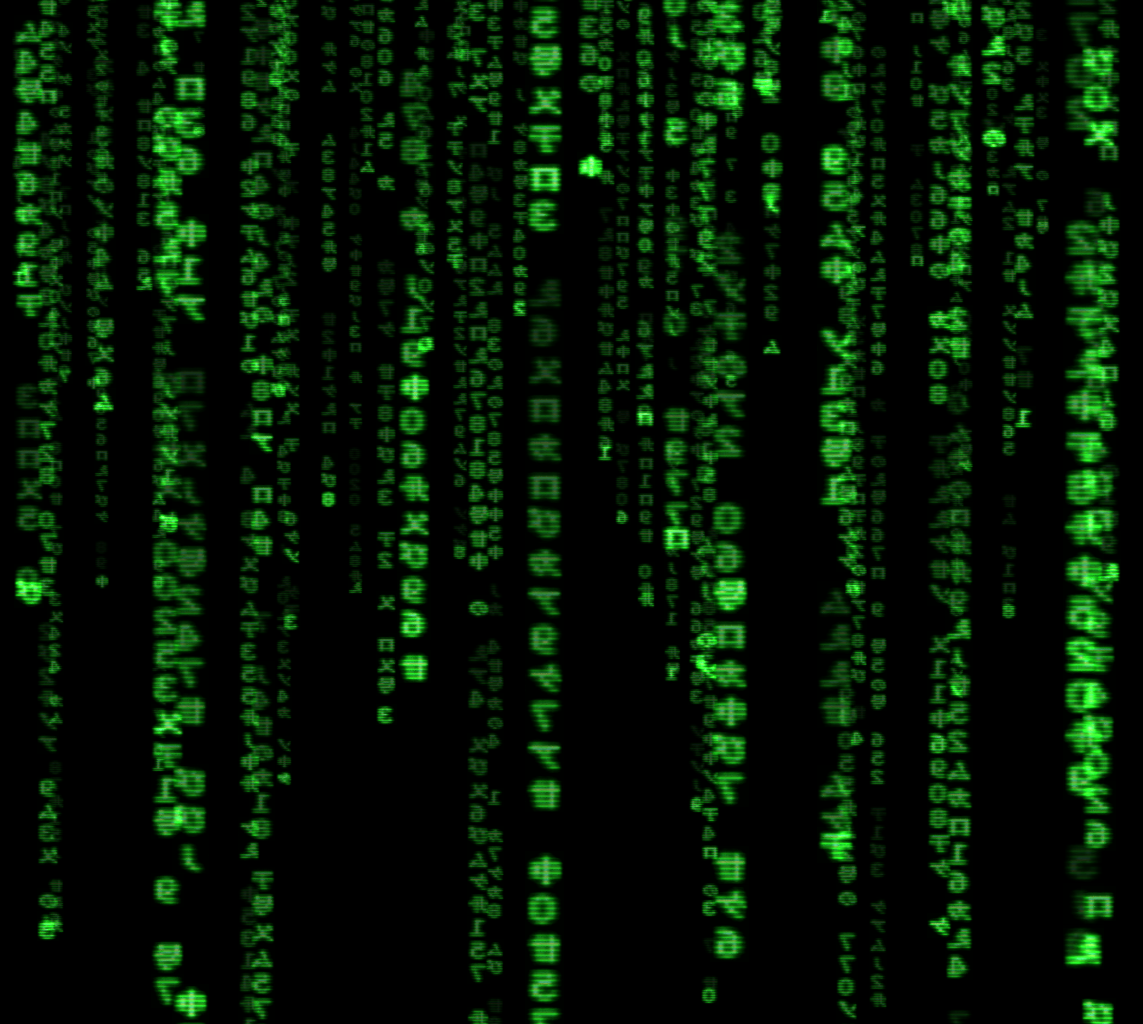
Die grünen Zeichenkaskaden des Matrix-Codes bestehen neben gespiegelten Zeichen aus indischen Ziffern und japanischen Schriftzeichen.

Auffallend sind die über den Horizont üblicher Actionfilme hinausgehenden philosophisch-theologischen Inhalte mit Elementen und Anleihen bei der Erkenntnistheorie (siehe z. B. Platons Höhlengleichnis), dem Gnostizismus, Zen-Buddhismus, Hinduismus (Schleier der Maya) und der Analogie der Handlung zum Neuen und Alten Testament sowie zur Gegenkultur. Neos Versteck für Software in seiner Wohnung ist das Buch Simulacres et Simulation des französischen Medienphilosophen Jean Baudrillard, das das Verhältnis von Realität, Symbolen und Gesellschaft untersucht. In der Wohnung des Orakels ist ein Schild über der Tür mit der lateinischen Inschrift Temet Nosce zu sehen, was auf Deutsch so viel wie „Erkenne dich selbst“ bedeutet, eine aus der griechischen Philosophie stammende Maxime (Gnothi seauton).
Einige Motive des Films lassen sich auf eine Reihe von Einflüssen zurückführen. Der Film weist deutliche Bezüge zur Grundidee des 1964 erschienenen Romans Simulacron-3 von Daniel F. Galouye auf. Das Buch wurde zweimal verfilmt: 1973 von Rainer Werner Fassbinder als zweiteiliger Fernsehfilm unter dem Titel Welt am Draht und 1999 von Josef Rusnak unter dem Titel The 13th Floor – Bist du was du denkst?.
Der Film enthält Anspielungen auf Lewis Carrolls Kinderbuch Alice im Wunderland: Neo wird dazu aufgefordert, einem weißen Kaninchen zu folgen, ähnlich wie es Alice in der Geschichte tut. Morpheus erwähnt deren Titel nahezu explizit während seiner ersten Begegnung mit Neo und bietet ihm an, ihn „in die tiefsten Tiefen des Kaninchenbaus“ zu führen.
Die Idee einer Erlebnismaschine wurde von Robert Nozick in seinem 1974 erschienenen Buch Anarchy, State, and Utopia philosophisch aufgeworfen.
Auf einer Science-Fiction-Convention in Metz sprach Philip K. Dick im Jahr 1977 darüber, dass „wir alle in einer computerprogrammierten Wirklichkeit leben, und der einzige Hinweis, den wir darüber haben, ist wenn eine Variable verändert wird und eine Änderung in unserer Wirklichkeit geschieht. Wir würden den überwältigenden Eindruck haben, die Gegenwart erneut zu erleben – Déjà-vu.“
1978 verwendete Adam Wisniewski-Snerg in seinem 1978 erschienenen Werk Das Evangelium nach Lump das Motiv eines handelnden Protagonisten in einer Welt, die einem geheimen Drehbuch entspricht, in der lediglich dieser erkennt, dass die Wirklichkeit nur vorgetäuscht ist – während alle anderen still ihre Rolle spielen. Vielfach ist auch, unter anderem von Hilary Putnam (in Reason, Truth, and History, 1981) und anderen Philosophen im Gedankenexperiment – Gehirne im Tank – darüber philosophiert worden, ob es einem bewusst sein kann, ein Gehirn im Tank zu sein, das mit den entsprechenden Informationen gefüttert wird, oder ob das Gehirn im Tank diesen Zusammenhang nicht erkennen kann.
Ende der 1980er Jahre wurde auch in der deutschen Romanserie Perry Rhodan beschrieben, wie die Bewohner der Erde zwangsweise durch Chips mit einer künstlichen, aber als echt empfundenen Realität verbunden waren (Simusense).
Anfang August 2020 erklärte Lilly Wachowski, Matrix sei eine Trans-Allegorie. Besonders die Gestalt der Switch signalisiere die Transgeschlechtlichkeit der Wachowskis. In den 1990er Jahren sei allerdings die Zeit noch nicht reif gewesen, das offen zu zeigen.

## Filmmusik
Die Filmmusik wurde von Don Davis komponiert und erschien im Mai 1999 als The Matrix (Original Motion Picture Score) unter dem Label Varèse Sarabande.
Im Film verwendete Titel:
| Interpret                | Titel                                               |
| ------------------------ | --------------------------------------------------- |
| Massive Attack           | Dissolved Girl*                                     |
| Rob Zombie               | Dragula (Hot Rod Herman Mix)*                       |
| Lunatic Calm             | Leave You Far Behind (Lunatics Roller Coaster Mix)* |
| The Prodigy              | Mindfields*                                         |
| Meat Beat Manifesto      | Prime Audio Soup*                                   |
| Rob D                    | Clubbed to Death (Kurayamino Mix)*                  |
| Django Reinhardt         | Minor Swing                                         |
| Duke Ellington           | I’m Beginning to See the Light                      |
| Propellerheads           | Spybreak!*                                          |
| Rage Against the Machine | Wake Up*                                            |
| Marilyn Manson           | Rock Is Dead*                                       |

Der Soundtrack erschien am 19. April 1999, welcher von WMG produziert wurde. Neben den in der oberen Liste mit Sternchen (*) gekennzeichneten Songs enthält der Soundtrack auch die Songs Look to Your Orb for the Warning von Monster Magnet, My Own Summer (Shove It) von den Deftones, Ultrasonic Sound von Hive, Du hast von Rammstein und Dragula von Rob Zombie.

## Rezeption

### Kritik
Viele Kritiker besprachen den Film positiv; Andreas Platthaus resümierte 2003 in der Frankfurter Allgemeinen Zeitung, er sei zur „Legende“ geworden „durch die Mitwirkung all jener Interpreten, die ihre kruden Zukunfts-, Gesellschafts-, Wissenschafts- oder auch nur Science-fiction-Modelle hier einem Test unterworfen sahen“ und sich jeweils bestätigt gesehen hätten. Auf Spiegel Online hatte der Medienwissenschaftler Tilman Baumgärtel beispielsweise geschrieben, „mit den opulenten Bildern“ solle das Publikum „scheinbar erschlagen“ werden: Die „postmoderne Melange“ spiele auf Gedanken der postmodernen Philosophie, Nietzsches und des Taoismus an und zitiere Cyberpunk-Filme wie Blade Runner, Total Recall und Brazil, aber auch Klassiker wie Cocteaus „Orphée“. Diese „disparaten“ Elemente würden verbunden zu einem Film, „der unterhaltsam und gleichzeitig intellektuell herausfordernd“ sei.
„Matrix brachte die Philosophie in die Multiplexe“, resümiert Katja Nicodemus.
Das Lexikon des internationalen Films schrieb: „Aufwendig gestalteter Science-Fiction-Film, der das aktuelle Misstrauen gegenüber der sichtbaren Welt und insbesondere den neuen Computertechniken artikuliert, wobei er sich zahlreicher mythologischer und religiöser Anspielungen bedient. Das fast ohne Farben und in kahlen Räumen inszenierte Endzeitdrama setzt zugleich auf perfekte Kampfszenen, in denen das traditionelle Kung-Fu-Kino mit den Möglichkeiten der Digitaltechnik effektvoll übersteigert wird.“
Der Kritiker Steven Jay Schneider schreibt, dass dieser Film es schaffe, „populärphilosophische Themen wirkungsvoll mit meisterhaft choreographierten Actionsequenzen und Spezialeffekten zu kombinieren.“ Dabei unterscheiden diesen Film seine „epischen Dimensionen, die apokalyptischen Untertöne und die atemberaubenden visuellen Elemente“ von anderen Science-Fiction-Produktionen. Er bewertet, dass einer der interessantesten Aspekte des Films der Versuch sei, einen Spagat zwischen der „progressiven Botschaft von Nonkonformität und Selbstverwirklichung einerseits und den Imperativen des konservativen Studiosystems Hollywoods andererseits zu schaffen.“ Nur, da die virtuelle Welt von Neo „ihre Vorteile“ habe und der Planet Erde eine „trostlose, ungastliche ,Wüste der Wirklichkeit‘“ sei, begreife man nicht, was die Widerständler sich „eigentlich von ihren Kämpfen erhoffen.“ Das halte aber den Zuschauer nicht davon ab, den Film genießen zu können.

### Auszeichnungen
- Bei der Oscarverleihung 2000 gewann der Film in vier Kategorien einen Preis: Bester Schnitt, Bester Tonschnitt, Bester Ton und Beste visuelle Effekte.
- Bei fünf Nominierungen erhielt der Film zwei Auszeichnungen bei den BAFTA Awards 2000 in den Kategorien Bester Ton und Beste visuelle Effekte.
- Der Film wurde bei den MTV Movie Awards 2000 als Bester Film, für den Besten Kampf sowie Keanu Reeves als Bester Darsteller ausgezeichnet.
- Bei den britischen Empire Awards gewann Matrix in der Kategorie Bester Film und Carrie-Anne Moss für das Beste Debüt.
- 2012 wurde der Film in das National Film Registry aufgenommen.
- 2017 wurde er in die Science Fiction Hall of Fame aufgenommen.[22]

### Adaptionen und Parodien
Verschiedene Filme haben wesentliche Elemente des Films Matrix übernommen, um ihre eigene Geschichte zu erzählen. Dazu gehören neben vielen anderen (wie z. B. Matrix XP) auch die mehrfach ausgezeichnete Flash-Animation The Meatrix. Auch einzelne Szenen und stilistische Elemente wurden parodiert, etwa in manchen Folgen der Simpsons und Futurama. Beispielsweise wird die Szene, in der Neo und Trinity in das Hochhaus eindringen, in dem Morpheus von den Agenten gefangengehalten wird, im Videospiel Conker’s Bad Fur Day nachgestellt. Die Szene auf dem Dach des Hochhauses, in der einer der Agenten auf Neo schießt und dieser sich nach hinten bis zum Boden beugt, während über ihm die Kugeln in Zeitlupe hinwegziehen (siehe auch Bullet Time), wird häufig in Filmen oder durch Bilder parodiert, zum Beispiel in den Filmen Scary Movie, Shrek, Der WiXXer, Kung Pow: Enter the Fist und Ich bin immer für Dich da! sowie in einigen Computerspielen. Es existiert eine Parodie (produziert für die MTV-Movie-Awards), die sich auf der Bonus-DVD des zweiten Teils befindet. Im Videospiel Grand Theft Auto V wurden drei Modelle des fiktiven Autoherstellers Übermacht, der auf BMW basiert, nach Persönlichkeiten und Orten aus dem Film benannt.

## Fortsetzungen und Computerspiele
Nach dem Erfolg von Matrix erschienen 2003 die Fortsetzungen Matrix Reloaded und Matrix Revolutions in den Kinos. Hinzu kamen neun Anime-Kurzfilme namens Animatrix, die im Internet und vor anderen Kinofilmen gezeigt und schließlich alle auf einer DVD veröffentlicht wurden. Etwa gleichzeitig mit dem zweiten Teil wurde außerdem das Computerspiel Enter the Matrix für PC, PlayStation 2, Xbox und GameCube veröffentlicht. Am 7. Dezember 2004 wurde „The Ultimate Matrix Collection“ veröffentlicht. Sie enthält alle drei Filme, die Animatrix-DVD sowie zusätzlich sechs DVDs mit Hintergrund-Informationen. Das Set, bestehend aus zehn DVDs, ist in der Standard-Edition und in der Special-Edition (Plastikbox inklusive einer Neo-Büste) erhältlich.
Im 1. Quartal 2005 wurde das Online-Computer-Spiel The Matrix Online veröffentlicht, dessen vom Spieler beeinflussbare Handlung dort ansetzt, wo Matrix Revolutions aufhört. Am 15. November 2005 wurde das dritte Computerspiel The Matrix: Path of Neo veröffentlicht. Entwickler war Shiny Entertainment, das auch schon für Enter the Matrix verantwortlich zeichnet. Im März 2017 wurde bekannt, dass beim Studio Warner Bros. ein Reboot der Matrix-Reihe in einem frühen Entwicklungsstadium sei.
Im August 2019 wurde verkündet, dass die Dreharbeiten zu einem vierten Teil der Matrix-Reihe Anfang 2020 beginnen sollen. Während die Hauptdarsteller Keanu Reeves und Carrie-Anne Moss ihre Rollen erneut aufnahmen, führte Lana Wachowski Regie. Im Oktober 2019 wurde bestätigt, dass Yahya Abdul-Mateen II und Neil Patrick Harris in Matrix Resurrections mitspielen werden. Der Film kam im Dezember 2021 in die Kinos.